# 楠特威奇
楠特威奇，英格兰柴郡克鲁-楠特威奇区城镇（教区）。位于威弗河流域。罗马帝国时代为重要的产盐地。多16～19世纪的古建筑，有100多座建筑物被政府列为历史遗产。最著名的有彻奇斯大厦。